# Промышленность Дагестана
В Республике Дагестан функционируют 56 производственных предприятий, заводов и фабрик. Индекс промышленного производства в 2016 году составил 136,3 процента. Объём промышленного производства за 2016 год составил 52,4 млрд рублей, или 121% по сравнению с показателями прошлого года. С 2012 года объёмы промышленного производства Республики Дагестан выросли в 2,2 раза.

### Электроэнергетика
Высокогорные реки региона обладают существенным гидроэлектрическим потенциалом, оцениваемым до 55 млрд кВт·ч в год. На 2020 год выработка действующими станциями составила около 5,1 млрд кВт·ч особенно ценной пиковой электроэнергии в год:
- Чиркейская ГЭС мощностью 1000 МВт
- Ирганайская ГЭС — 400 МВт
- Миатлинская ГЭС — 220 МВт
- Чирюртские ГЭС суммарной мощностью 125 МВт
- Гергебильская ГЭС — 17,8 МВт
- Гунибская ГЭС — 15 МВт
- а также несколько малых ГЭС

Ранее, находящаяся в строительстве Гоцатлинская ГЭС (100 МВт, 310 млн кВт·ч), была введена в эксплуатацию ПАО «РусГидро» 30 сентября 2015 года.
22 декабря 2013 года в Каспийске ввели в эксплуатацию первую очередь самой крупной солнечной электростанции в России.

### Машиностроение
Основу отрасли составляют заводы ОАО «Завод Дагдизель», «Авиаагрегат», «Концерн КЭМЗ», ПО «Азимут», «Завод им. Гаджиева», «Электросигнал», «Буйнакский агрегатный завод», «Каспийский завод точной механики», «Избербашский радиозавод», «ДагЗЭТО».
Машиностроительные производства генерируют существенную долю валового внутреннего продукта республики, обеспечивают занятость значительной части трудоспособного населения, около 11 тыс. человек движения Альтернатива утверждали о более чем 500 предприятиях, изготавливающих кирпич с использованием труда рабов. В самом Дагестане было возбуждено два уголовных дела по фактам незаконного удержания работников.
В марте 2022 года в связи с приоритетностью поддержки отрасли промышленности стройматериалов региональным Фондом развития промышленности разработана и утверждена новая программа «Промстрой».при этом Дагестан остался лидером в это время по промышленности...